# Constant Bosmans en Henri Vandeveld
Constant Bosmans (Mechelen, 3 april 1851 – Schaarbeek, 25 december 1936) was een Belgisch architect. Hij werkte samen met zijn schoonbroer Henri Vandeveld (25 mei 1851 – februari 1929), niet te verwarren met de befaamde art-nouveaupionier Henry Van de Velde.
Constant Bosmans en Henri Vandeveld waren meer dan dertig jaar lang geassocieerd nadat ze twee zussen hadden gehuwd, Élisabeth en Jeanne-Marie Clausdorff.
Gezwind doorkruisten ze verschillende architecturale stijlen: neo-Vlaamse-renaissance, eclecticisme, rationalisme en art nouveau.
Hun voornaamste opdrachtgevers waren de families van de industriëlen Ernest en Alfred Solvay.

## Werk (selectie)

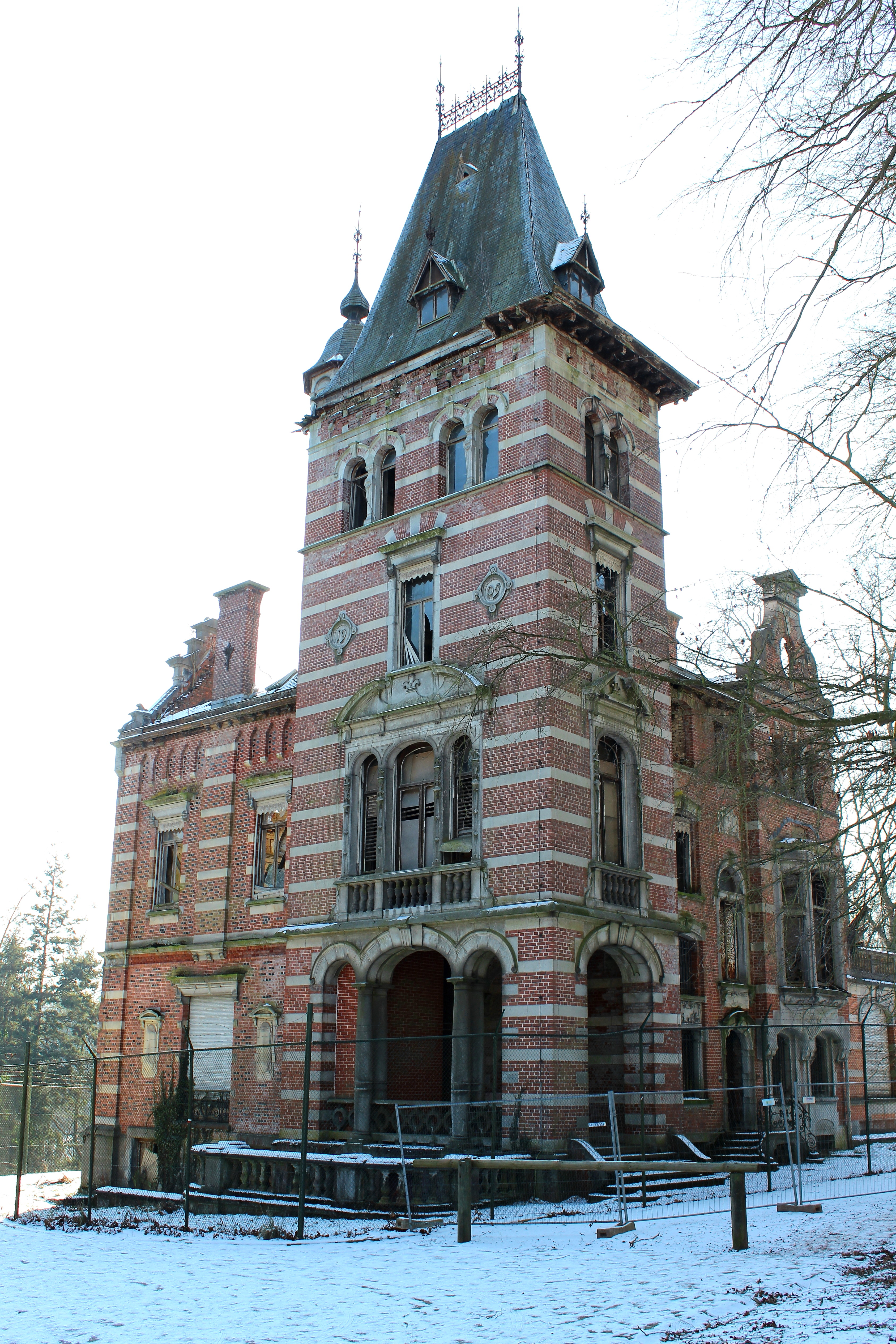
Woning van Alfred Solvay
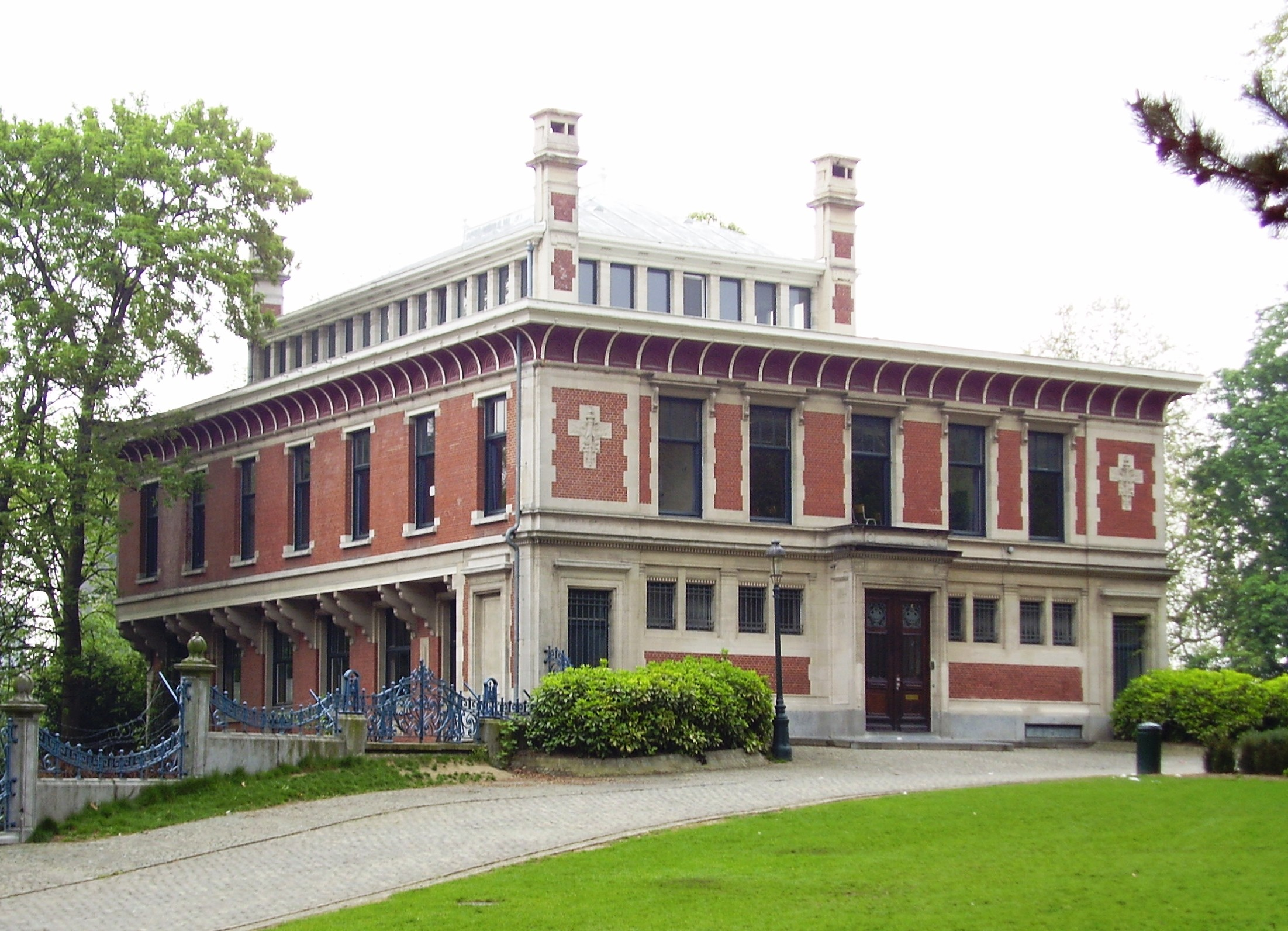
Handelsschool
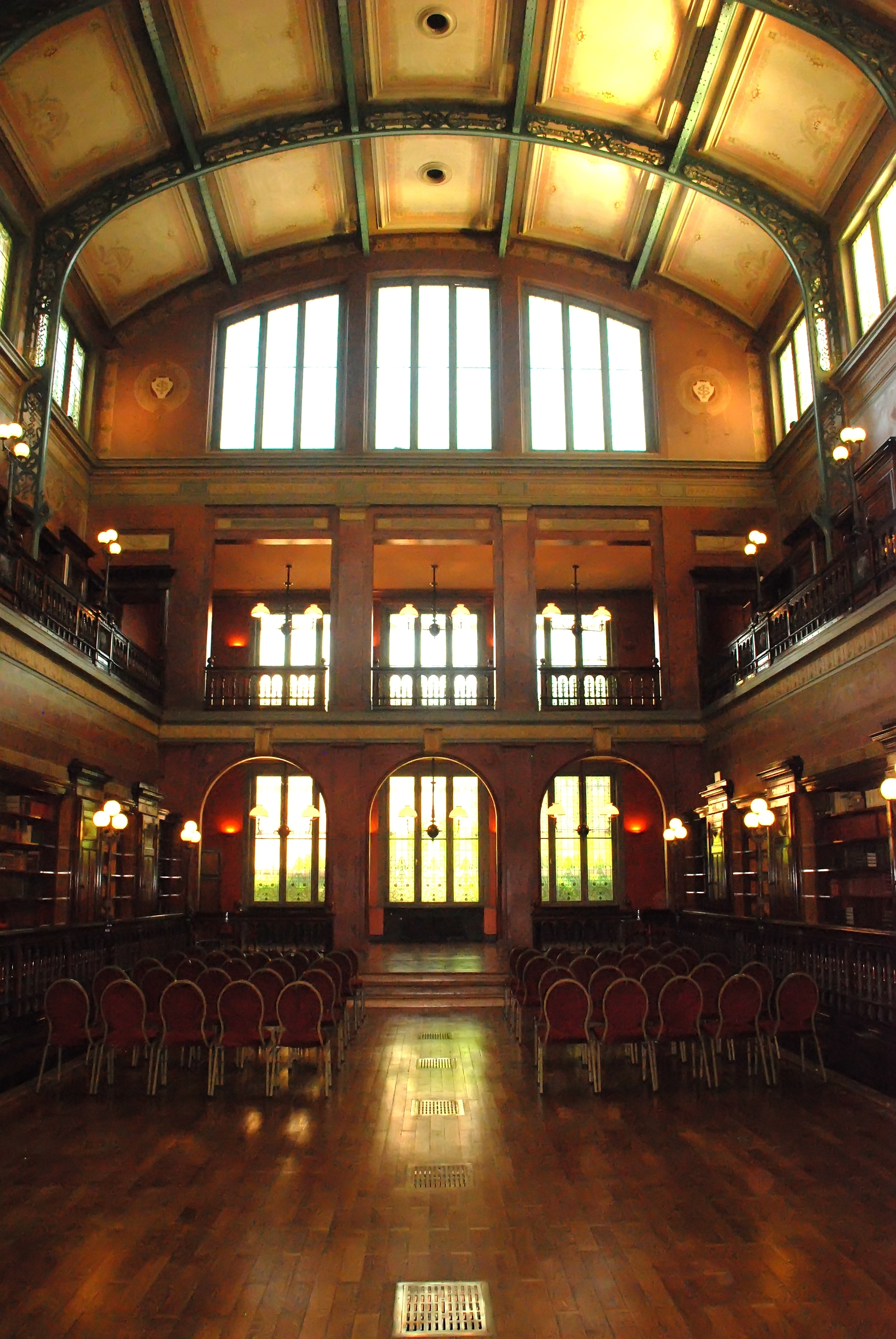
Solvaybibliotheek
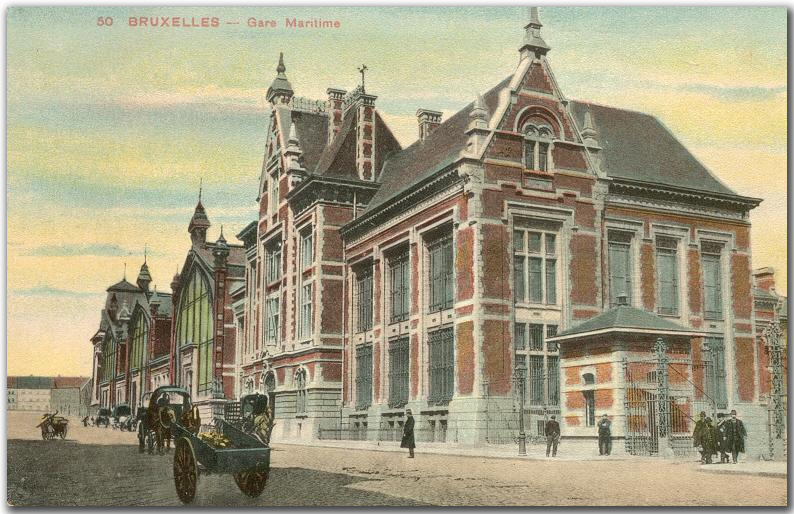
Goederenstation Thurn & Taxis

- 1878 – Woning van Alfred Solvay (in het Tournay-Solvaypark)
- 1883 – Kantoorgebouw van Solvay & Cie (Elsene)
- 1899 – Eclectische burgerwoning (De Crayerstraat 14, Brussel)
- 1902 – Sociologisch Instituut Solvay (in het Leopoldpark)
- 1903 – Handelsschool (Leopoldpark)
- 1903 – Athénée Charles Janssens (Majoor René Dubreucqstraat, Elsene)
- 1907 – Burgerwoning (Vergotesquare 33, Schaarbeek)
- 1902-10 – Zeevaartstation en postgebouw van Thurn en Taxis